# Compagnia Balestrieri del Mandraccio
La Compagnia Balestrieri del Mandraccio di Genova è un'associazione storico-culturale senza fini di lucro, nata nel 1987 dalla passione di alcuni amici per le tradizioni della gloriosa Repubblica di Genova; la finestra rievocativa copre dall'XI al XV secolo con particolare attenzione ai periodi 1250-1300 e 1350-1400.
La Compagnia Balestrieri del Mandraccio conta oggi un numeroso gruppo di soci che continuano le indagini studiando su fonti antiche per riprodurre più fedelmente possibile gli abiti, le armi e gli accessori utilizzati in passato, con lo scopo di divulgare tradizioni usi e costumi in auge nel genovesato.
Le ricerche della Compagnia hanno particolare riguardo alla figura del balestriere genovese, soldato temuto e ricercato in tutta Europa durante il periodo di splendore della Repubblica di Genova.
I balestrieri della Compagnia ripropongono questa antica arte, costruendo fedeli riproduzioni della balestra medievale genovese detta "manesca", caratterizzata dal ridotto ingombro e dall'assenza di dispositivi di mira. Tali riproduzioni vengono utilizzate in dimostrazioni di tiro, palii e ricostruzioni di battaglie.
Gli armati della Compagnia propongono spettacolari duelli e scontri con spade, coltelli, alabarde, mazze, asce, scudi e bastoni secondo lo stile della "scrima" italiana che è stato ricostruito da testi d'epoca. Allo scopo di aumentare la spettacolarità e la filologicità la Compagnia ha introdotto l'uso in manifestazione della tripartizione dell'esercito medioevale; formazione molto usata nel XIII secolo formata da una fila di pavesari, una di lanceri e una o due di balestrieri.
Per rendere appieno il senso della vita quotidiana medievale, da diversi anni la Compagnia sta sviluppando un progetto incentrato sul recupero di alcune arti e mestieri del Medioevo, con particolare riferimento, ove possibile, al contesto genovese. (vedere la sezione dedicata alle Botteghe).
La Compagnia partecipa a manifestazioni a carattere locale, nazionale ed internazionale.
La Compagnia è anche chiamata ad organizzare manifestazioni di intrattenimento a scopo benefico in istituti per anziani o disabili.
La prestigiosa sede della Compagnia è, a due passi dall'Acquario, la Casa del Boia uno degli edifici più antichi del centro storico genovese.
Nel 1990 il Ministero dei Beni Culturali ha affidato questo monumento di interesse nazionale ai Balestrieri del Mandraccio, che dopo due anni di lavori autofinanziati, lo ha restaurato in ogni sua parte e riarredato nello stile medievale.
La "Casa del Boia" è stata resa così fruibile alla città e visitabile la prima domenica di ogni mese dalle 15:00 alle 18:30 (salvo manifestazioni concomitanti) oppure su appuntamento per comitive o scolaresche.
Al suo interno il pubblico può visionare il piccolo ma completo “museo” di armi e abiti fedelmente riprodotti ed ascoltare le informazioni di carattere storico date dai soci in abito dell'epoca (vedere la sezione dedicata a La Casa del Boia).
Nel 2001 la Compagnia è entrata a far parte del Consorzio Europeo Rievocazione Storica (CERS), intensificando così il proprio cammino di ricerca su usi e costumi nella Genova medievale.
Nel 2003 la Compagnia ha sottoscritto il Regolamento Italiano per la Rievocazione Storica che è composto da un insieme di norme chiare e semplici per sancire quali debbano essere i requisiti principali per una valida attività di rievocazione storica; regolamento che ha quindi l'intento di tutelare l'azione dei gruppi che operano nel campo della rievocazione storica attraverso la massima valorizzazione delle tradizioni storico-culturali italiane, rispetto a quanti propongono errati e superficiali spettacoli di semplice intrattenimento del tutto svincolati da criteri di rigore e veridicità.
Organizza quindi manifestazioni ed eventi che divulgano e mantengono vivi usi e costumi di quell'epoca nel genovesato.